# Phoenicopterus
Phoenicopterus är ett fågelsläkte i familjen flamingor inom ordningen flamingofåglar. Släktet omfattar tre nu levande arter som förekommer från södra Europa till södra Afrika och Indien samt från Karibien till Sydamerika:
- Större flamingo (P. roseus)
- Karibflamingo (P. ruber)
- Chileflamingo (P. chilensis)